# Красногорское сельское поселение (Татарстан)
Красногорское сельское поселение — муниципальное образование в Мамадышском районе Татарстана Российской Федерации. 
Административный центр — посёлок совхоза «Мамадышский».

## Население
| 2010  | 2011  | 2012  | 2013  | 2014  | 2015  | 2016  |
| ----- | ----- | ----- | ----- | ----- | ----- | ----- |
| 3428  | ↘3409 | ↗3463 | ↘3461 | ↗3829 | ↘3826 | ↗3917 |
| 2017  | 2018  | 2021  |       |       |       |       |
| ↗3950 | ↘3910 | ↗4588 |       |       |       |       |

## Населённые пункты
В состав поселения входят 8 населённых пунктов:
| № | Населённый пункт                | Тип     | Население |
| - | ------------------------------- | ------- | --------- |
| 1 | Беляев Починок                  | посёлок | 10        |
| 2 | Каменный Починок                | деревня | 39        |
| 3 | Красная Горка                   | село    | 1333      |
| 4 | Крещёный Пакшин                 | село    | 63        |
| 5 | Максимов Починок                | село    | 48        |
| 6 | Русский Пакшин                  | посёлок | 77        |
| 7 | совхоза «Мамадышский»           | посёлок | ↗3070     |
| 8 | Фермы № 2 совхоза «Мамадышский» | посёлок | 234       |